# Плавание на летних Олимпийских играх 1908 — 100 метров на спине
Соревнования по плаванию на 100 метров на спине среди мужчин на летних Олимпийских играх 1908 прошли 16 и 17 июля. Приняли участие 21 спортсмен из 11 стран.

## Призёры
| Золото                   | Серебро          | Бронза                           |
| Арно Биберштайн Германия | Людвиг Дам Дания | Герберт Хейрснейп Великобритания |

## Соревнование

### Первый раунд
| Место | Спортсмен             | Результат  |
| ----- | --------------------- | ---------- |
| 1     | Арно Биберштайн (GER) | 1:25,6 OR  |
| 2     | Фредерик Инуин (GBR)  | 1:30,0     |
| 3     | Хьюго Йонссон (FIN)   | Неизвестен |

| Место | Спортсмен              | Результат  |
| ----- | ---------------------- | ---------- |
| 1     | Макс Риттер (GER)      | 1:33,4     |
| 2     | Сидни Уиллис (GBR)     | 1:34,4     |
| 3     | Йохан Хенрикссен (FIN) | Неизвестен |

| Место | Спортсмен                   | Результат  |
| ----- | --------------------------- | ---------- |
| 1     | Колин Льюис (GBR)           | 1:30,2     |
| 2     | Бартоломеус Роденбурх (NED) | 1:36,0     |
| 3     | Роберт Циммерман (CAN)      | Неизвестен |

| Место | Спортсмен               | Результат  |
| ----- | ----------------------- | ---------- |
| 1     | Герберт Хейрснейп (GBR) | 1:26,2     |
| 2     | Людвиг Дам (DEN)        | 1:26,4     |
| 3     | Амилькаре Беретта (ITA) | Неизвестен |

| Место | Спортсмен           | Результат |
| ----- | ------------------- | --------- |
| 1     | Стэнли Парвин (GBR) | 1:35,2    |

| Место | Спортсмен             | Результат  |
| ----- | --------------------- | ---------- |
| 1     | Джон Тейлор (GBR)     | 1:25,8     |
| 2     | Август Гёсслинг (USA) | 1:29,0     |
| 3     | Густаф Вретман (SWE)  | Неизвестен |
| —     | Оскар Грегуар (BEL)   | DNF        |

| Место | Спортсмен             | Результат         |
| ----- | --------------------- | ----------------- |
| 1     | Густаф Аурих (GER)    | 1:27,4            |
| 2     | Йохан Кортвелер (NED) | Неизвестен        |
| 3     | Эрик Сьювард (GBR)    | Неизвестен        |
| 4     | Шандор Кунглер (HUN)  | Дисквалифицирован |

### Полуфинал
| Место | Спортсмен             | Результат  |
| ----- | --------------------- | ---------- |
| 1     | Арно Биберштайн (GER) | 1:25,6 =OR |
| 2     | Людвиг Дам (DEN)      | Неизвестен |
| 3     | Макс Риттер (GER)     | Неизвестен |
| 4     | Стэнли Парвин (GBR)   | Неизвестен |

| Место | Спортсмен               | Результат  |
| ----- | ----------------------- | ---------- |
| 1     | Густаф Аурих (GER)      | 1:28,2     |
| 2     | Герберт Хейрснейп (GBR) | 1:28,8     |
| 3     | Джон Тейлор (GBR)       | Неизвестен |
| 4     | Колин Льюис (GBR)       | Неизвестен |

### Финал
| Место | Спортсмен               | Результат  |
| ----- | ----------------------- | ---------- |
| 1     | Арно Биберштайн (GER)   | 1:24,6 WR  |
| 2     | Людвиг Дам (DEN)        | 1:26,6     |
| 3     | Герберт Хейрснейп (GBR) | 1:27,0     |
| 4     | Густаф Аурих (GER)      | Неизвестен |